# Shin’ichi Kotani
Shin’ichi Kotani, auch Shin-ichi Kotani, (jap. 小谷 眞一, Kotani Shin’ichi; * 1946) ist ein japanischer Mathematiker, der sich mit stochastischen Problemen partieller Differentialgleichungen befasst.
Er wurde 1976 an der Universität Kyōto promoviert (On asymptotic behaviour of the spectra of a one-dimensional Hamiltonian with a certain random coefficient). Kotani lehrte an der Universität Tokio und ist Professor an der Kwansei-Gakuin-Universität.
Er befasst sich mit der Schrödingergleichung in Zufallspotentialen (mit denen Störstellen in einem Festkörper modelliert werden). In zwei Dimensionen führen sie zur Lokalisierung, in drei Dimensionen sollte ein Phasenübergang vorliegen (Lokalisierung je nach Störstellendichte, siehe  Anderson-Lokalisierung). Ein strenger mathematischer Beweis fehlt allerdings.
Daneben befasst er sich auch mit stochastischen Fragen in der Finanzmathematik.
1986 erhielt er den Iyanaga-Preis der Japanischen Mathematischen Gesellschaft. 1990 war er Invited Speaker auf dem Internationalen Mathematikerkongress in Kyoto (Random Schrödinger Operators).